# Communauté de communes du pays de Honfleur
Pour les articles homonymes, voir CCPH.
La communauté de communes du pays de Honfleur  est une ancienne communauté de communes française, située dans le département du Calvados et la région Normandie.

## Historique
La communauté de communes est créée par arrêté préfectoral du 13 décembre 2002.
Elle fusionne au 1er janvier 2017 avec la communauté de communes du canton de Beuzeville située dans l'Eure pour former la nouvelle communauté de communes du Pays de Honfleur-Beuzeville.

## Composition
Elle était composée des treize communes de l'ancien canton d'Honfleur :
1. Ablon
2. Barneville-la-Bertran
3. Cricquebœuf
4. Équemauville
5. Fourneville
6. Genneville
7. Gonneville-sur-Honfleur
8. Honfleur
9. Pennedepie
10. Quetteville
11. La Rivière-Saint-Sauveur
12. Saint-Gatien-des-Bois
13. Le Theil-en-Auge

## Compétences

### Obligatoires
- Aménagement de l'espace
  - Élaboration et approbation d'une charte de pays et suivi dans le cadre de la procédure de contractualisation avec l'État et la région
  - Élaboration, révision des documents d'urbanisme d'intérêt communautaire, notamment le schéma de cohérence territoriale (SCOT), le plan local d'urbanisme (PLU), le secteur sauvegardé
  - Gestion d'un service d'instruction des permis des construire, délivrance des permis de construire et autres autorisations administratives d'occupation des sols
  - Exercice du droit de préemption dans le cadre d'opérations relevant exclusivement de l'une des compétences de la communauté de communes
  - La communauté de communes mène toute étude concourant à l'aménagement de l'espace communautaire (exemple : étude pour un centre nautique intercommunal)
  - Pour la mise en œuvre des décisions prises dans le domaine de l'aménagement de l'espace, la communauté peut, par convention, intervenir auprès des communes afin de leur apporter une assistance administrative et technique et permettre ainsi une réalisation cohérente des travaux (étude et suivi de travaux pour le compte des communes)
- Développement économique
  - Aménagement, entretien et gestion des zones d'activité industrielles, commerciales, tertiaires, artisanales ou touristiques d'intérêt communautaire. Est d'intérêt communautaire la zone d'activité dite du plateau, à créer. La communauté de communes exerce sur cette zone toute maîtrise d'ouvrage aussi bien en matière de bâtiment que de viabilité et réseaux divers. Elle procède à tous les achats, locations, mises à disposition et vente.
  - Actions en faveur de l'emploi : adhésion à la mission locale « Baie de Seine » pour l'ensemble de ses missions (insertion sociale et professionnelle des jeunes)
  - Adhésion à l'Établissement public de coopération intercommunale (EPCI) chargé de la mise en œuvre du Plan local d'insertion pour l'emploi (PLIE)

### Optionnelles
- La protection et la mise en valeur de l'environnement
  - Collecte, transport et traitement des déchets ménagers et assimilés
  - Étude sur une organisation intercommunale en matière de gestion de l'eau et de l'assainissement collectif et sur la sécurisation des ressources
  - Étude sur la prévention des risques et sur les moyens de défense incendie
  - Aménagement rural et protection contre les inondations (replantation des haies, nettoyage des rivières…)
  - Mise en place et organisation d'une structure d'accueil des animaux errants et adhésion à une fourrière agréée
  - Aménagement et entretien des chemins de randonnée d'intérêt communautaire
  - Service public d'assainissement non collectif des eaux usées
  - Schéma directeur d'assainissement des eaux usées
  - Études sur les problématiques liées à l'environnement, notamment dans les domaines de la pollution de l'air et des nuisances sonores de l'aéroport implanté sur la commune de Saint-Gatien-des-Bois
  - Entretien et actions en faveur du bois du Breuil dans le cadre d'une convention passée avec le syndicat mixte des espaces naturels du Calvados et entretien des voies d'accès au site
- La politique du logement et du cadre de vie
  - Opérations programmées d'amélioration de l'habitat (OPAH)
  - Organisation de l'accueil des gens du voyage
  - Mise en œuvre et suivi de toute étude contribuant à l'organisation d'actions intercommunales qui seront définies d'intérêt communautaire en faveur de la culture, de la jeunesse et des personnes âgées

## Administration
| Période      | Période       | Identité       | Étiquette | Qualité           |
| ------------ | ------------- | -------------- | --------- | ----------------- |
| janvier 2003 | décembre 2016 | Michel Lamarre | DVD       | Maire de Honfleur |